# Landesinitiative Substanzerhalt

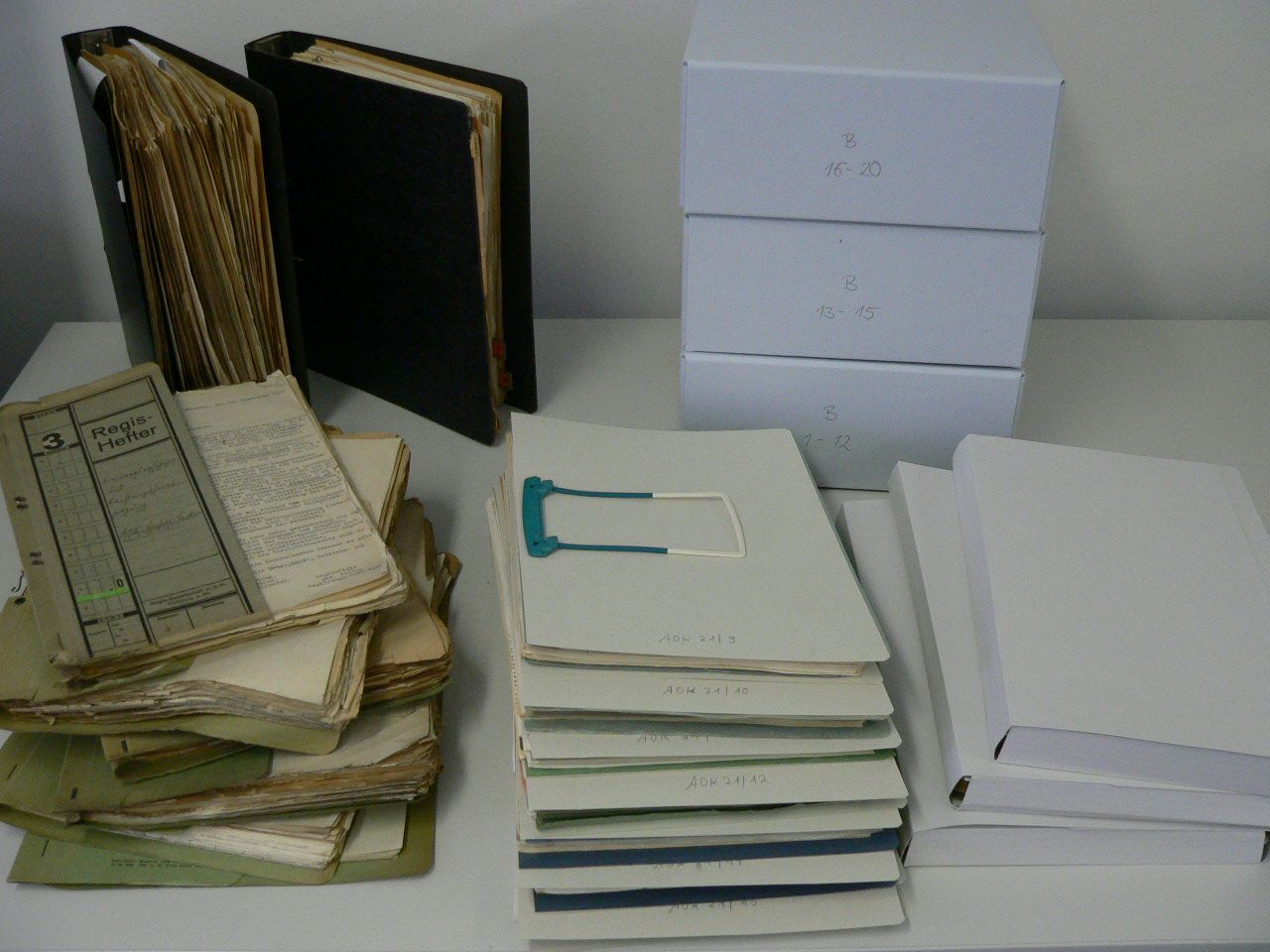
Archivgut vor und nach der Bearbeitung

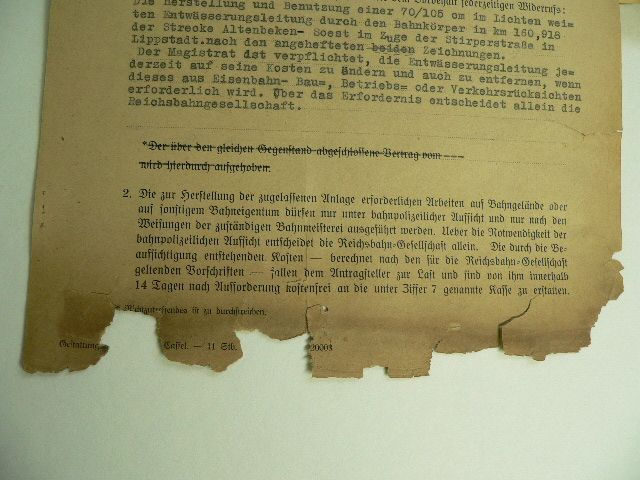
Beispiel für Schäden, die durch säurehaltiges Papier auftreten

Die Landesinitiative Substanzerhalt (LISE) ist eine partnerschaftliche Initiative des Landes Nordrhein-Westfalen mit dem Landschaftsverband Westfalen-Lippe und dem Landschaftsverband Rheinland zur Entsäuerung von nichtstaatlichem Archivgut.

## Hintergrund
Mit dem stark steigenden Papierbedarf seit Erfindung des Buchdruckes und Ausbreitung der Schriftlichkeit kam es immer häufiger zu Ressourcenengpässen in der Papierherstellung. So wurde um 1700 bereits nach Alternativen für die bis dahin verwendeten Hadern gesucht. Friedrich Gottlob Keller entwickelte um 1845 das bis heute übliche Verfahren zur industriellen Herstellung günstigen Papiers mittels Holzschliff.  Hierbei wird Holz mechanisch, unter Wasserzufuhr, zerfasert. In dem dadurch entstandenen Faserbrei ist Lignin enthalten, welches sich mit der Zeit in saure Bestandteile wandelt. Dadurch versprödet und vergilbt das Papier. Zusätzlich wird dem Faserbrei, damit er beschreibbar wird, noch eine Holz-Alaun-Leimung (Kalium-Aluminium-Sulfat) zugesetzt, welche ebenfalls einen sehr niedrigen pH-Wert aufweist. Diese Säureeinwirkungen führen zu fortschreitendem Verlust von Festigkeit und zur Vergilbung des Papiers.
Seit den 1980er Jahren werden auch alterungsbeständige Papiere hergestellt. Diese sind durch die DIN EN ISO 9706 genormt.

## Geschichte
2005 stellte der  Kulturstaatssekretär Hans-Heinrich Grosse-Brockhoff die Kulturpolitik der Landesregierung NRW für die 14. Wahlperiode vor und hob dabei erstmals die Bestandserhaltung als Schwerpunktthema hervor. An der Planung landesweiter bestandserhaltender Maßnahmen waren von Anfang an die beiden Landschaftsverbände beteiligt und als Ziel einigte man sich darauf, das Massenentsäuerungsverfahren intensiv zu fördern, um möglichst viel Kulturgut dauerhaft zu konservieren. Die Kooperationsvereinbarung dazu wurde im November 2006 geschlossen und sollte zunächst bis 2010 laufen. Durch den Einsturz des Stadtarchivs Köln 2009 wurde die Vereinbarung vorzeitig bis 2015 verlängert und um weitere konservatorische Maßnahmen wie mechanische Ausbesserung und Reinigung von Archivalien des Stadtarchivs Köln erweitert. Zuletzt wurde das Projekt bis 2019 verlängert.

## Organisation
Laut der im November 2006 geschlossenen Kooperationsvereinbarung sollen die beiden Landschaftsverbände demnach die nichtstaatlichen Archive für dieses Thema sensibilisieren, sie beraten, sowie die Organisation der Entsäuerungsmaßnahmen durch Dienstleister begleiten. Außerdem übernehmen die Landschaftsverbände die Arbeitsschritte der Vor- und Nachbereitung der zu entsäuernden Unterlagen. Für den Landschaftsverband Westfalen-Lippe findet dies im LWL-Archivamt für Westfalen in Münster und für den Landschaftsverband Rheinland im Technischen Zentrum für Bestandserhaltung in Pulheim statt. Das Entsäuerungsverfahren wird von externen Dienstleistern durchgeführt.

Das Land Nordrhein-Westfalen trägt die Kosten für die Ausstattung der Bearbeitungszentren sowie Verbrauchsmaterial und Personalkosten. Vor allem aber werden die Kosten für die Entsäuerung von Archivgut bezuschusst. 

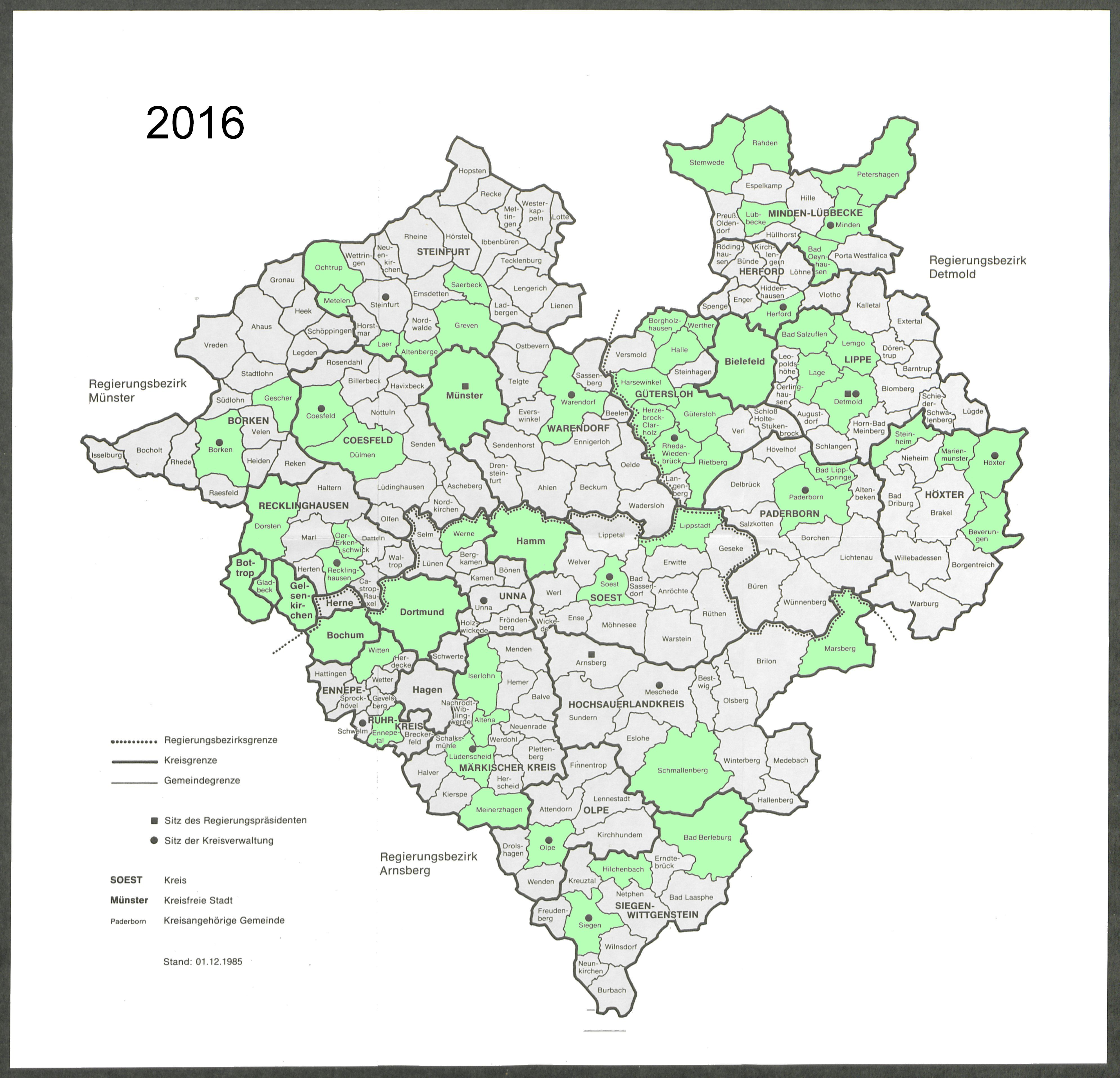
Übersichtskarte der Teilnehmer an der Landesinitiative Substanzerhalt in Westfalen-Lippe (Stand 2016)

| Beteiligung nichtstaatlicher Archive in Westfalen-Lippe | 2006 | 2007 | 2008 | 2009 | 2010 | 2011 | 2012 | 2013 | 2014 | 2015 | 2016 |
| ------------------------------------------------------- | ---- | ---- | ---- | ---- | ---- | ---- | ---- | ---- | ---- | ---- | ---- |
| Kommunalarchive                                         | 6    | 33   | 45   | 48   | 49   | 46   | 56   | 58   | 58   | 63   | 65   |
| Kirchenarchive                                          |      | 1    | 3    | 3    | 3    | 4    | 4    | 4    | 4    | 4    | 4    |
| Privatarchive                                           |      |      | 3    | 1    |      |      |      |      |      | 1    | 1    |
| Literaturarchive                                        |      |      |      | 2    | 1    |      |      |      |      |      |      |
| Uniarchive                                              |      |      |      |      | 1    | 1    | 1    |      |      |      |      |
| Politische Parteien                                     |      |      |      |      | 1    | 1    | 1    | 1    | 1    | 1    | 2    |
| Wirtschaftsarchive                                      |      |      |      |      |      |      | 1    | 1    | 1    | 1    | 1    |
| Stiftungsarchive                                        |      |      |      |      |      |      | 1    |      |      |      |      |

## Verfahren
In der Regel wird zwischen zwei maßgeblichen Entsäuerungsverfahren unterschieden, dem Einzelblattverfahren und der Blockentsäuerung. Das tatsächliche Entsäuerungsverfahren bringt den geringsten Zeitanspruch mit sich. Vor- und Nachbearbeitung sowie Transport und Planung machen einen Großteil des Projekts aus.

### Vorbereitung
In der Vorbereitung müssen je nach Entsäuerungsmethode teilweise unterschiedliche Maßnahmen getroffen werden. Verfahrensabhängig finden bei den Landschaftsverbänden als erstes die Trockenreinigung, das Glätten und das Entfernen von Metall statt. Für die Blockentsäuerung werden zusätzlich noch, von den Dienstleistern, Schutzblätter eingelegt, um zu verhindern, dass bestimmte Farbstoffe auf gegenüberliegende Seiten abfärben. Die Vorbereitungen für das Einzelblattverfahren sind hingegen noch einmal deutlich aufwändiger. Alle Blätter müssen geglättet und Verklebungen mit Selbstklebebändern müssen gelöst werden. Wasserlösliche Etiketten und Aufklebungen, die nicht gelöst werden dürfen, werden zur Sicherung mit einem speziellen Restaurierungsklebeband gesichert.

### Entsäuerung
Bei der Einzelblattentsäuerung müssen als erstes alle Blätter foliiert werden. Im Anschluss wird jedes Blatt für 3,5 Minuten durch eine Entsäuerungsflüssigkeit gefahren. Danach werden die Blätter mittels einer beheizbaren Walze getrocknet. Während dieser Trocknung entsteht, bedingt durch Feuchtigkeit, eine Wellung auf den Papieren, weshalb diese dann noch einmal maschinell gepresst werden, um den Volumenzuwachs zu verringern.
Bei der Blockentsäuerung wird den Archivalien zuerst Feuchtigkeit entzogen, damit diese besonders aufnahmefähig für die Entsäuerungslösung sind, in der sie anschließend für wenige Minuten getränkt werden. Im nächsten Schritt werden die Archivalien unter Vakuum getrocknet. Abschließend findet eine Rekonditionierungsphase statt, in der das Material die ursprüngliche Papierfeuchte wieder aufnehmen soll.

### Nachbearbeitung
Bei der Nachbearbeitung werden vorher entnommene, nicht für die Entsäuerung geeignete Papiere (z. B. Fotografien, Karten und Pläne) den Unterlagen wieder zugeführt, wobei das alkaliempfindliche Archivgut in Schutzhüllen aus neutralem Papier eingeschlagen wird. Abschließend werden alle Unterlagen auf Vollständigkeit und Qualität der Entsäuerungsmaßnahme untersucht.